# Gmina związkowa Weilerbach
Związek Gmin Weilerbach (niem. Verbandsgemeinde Weilerbach) – gmina związkowa w Niemczech, w kraju związkowym Nadrenia-Palatynat, w powiecie Kaiserslautern. Siedziba Związku Gmin znajduje się w miejscowości Weilerbach.

## Podział administracyjny
Gmina związkowa zrzesza osiem gmin wiejskich:
1. Erzenhausen
2. Eulenbis
3. Kollweiler
4. Mackenbach
5. Reichenbach-Steegen
6. Rodenbach
7. Schwedelbach
8. Weilerbach